# Sofia Palmquist
Sofia Palmquist, född 23 juni 1984, är en svensk fotbollsspelare (mittfältare) som gjort ett inhopp i Kopparbergs/Göteborg den damallsvenska säsongen 2009. 
Den 31 augusti 2004 ersatte hon Lotta Schelin i bortamatchen mot Hällesåkers IF i Svenska Cupen. Palmquist gjorde fyra mål och Göteborg vann med 0 - 8.